# Salix doii
Salix doii — вид квіткових рослин із родини вербових (Salicaceae).

## Морфологічна характеристика
Це кущ до 3 метрів заввишки. Гілочки ± ворсинчасті. Листкова ніжка 8–15 мм, запушена; листкова пластинка подовжено-ланцетної форми, 3–4 × ≈ 1 см, абаксіально (низ) запушена, адаксіально рідко ворсинчаста, край цільний, верхівка гостра. Чоловіча сережка 2.5–3(4) см. Жіноча сережка ≈ 3 см, 6–8 × ≈ 1.5 см у плоді. Коробочка злегка ворсиста.

## Середовище проживання
Ендемік Тайваню. Населяє відкриті місця, біля струмків; на висотах 2000–2800 метрів.